# Костельцево
Костельцево — село в Курчатовском районе Курской области. Административный центр Костельцевского сельсовета.

## География
Село находится недалеко от реки Прутище, в 45 километрах к юго-западу от Курска, в 19,5 километрах севернее районного центра — города Курчатов.
Улицы
В селе улицы: Клесовка, Кореевка, Кудиновка, Кузьмичёва, Луневка, Центральная.
Климат
В селе Костельцево умеренный (влажный) континентальный климат без сухого сезона с тёплым летом (Dfb в классификации Кёппена).
| Показатель                                                                   | Янв. | Фев. | Март | Апр. | Май  | Июнь | Июль | Авг. | Сен. | Окт. | Нояб. | Дек. | Год  |
| ---------------------------------------------------------------------------- | ---- | ---- | ---- | ---- | ---- | ---- | ---- | ---- | ---- | ---- | ----- | ---- | ---- |
| Средний суточный максимум, °C                                                | −4,1 | −3,2 | 2,6  | 12,9 | 19,1 | 22,4 | 25   | 24,3 | 18   | 10,4 | 3,3   | −1,2 | 10,8 |
| Средняя температура, °C                                                      | −6,2 | −5,7 | −0,9 | 8,1  | 14,5 | 18,1 | 20,7 | 19,8 | 13,8 | 7,2  | 1,1   | −3,1 | 7,3  |
| Средний суточный минимум, °C                                                 | −8,6 | −8,7 | −5   | 2,6  | 8,9  | 12,8 | 15,7 | 14,7 | 9,6  | 3,9  | −1,2  | −5,3 | 3,3  |
| Норма осадков, мм                                                            | 51   | 45   | 48   | 51   | 63   | 71   | 76   | 55   | 58   | 58   | 48    | 49   | 673  |
| Источник: Погода по месяцам c ru.climate-data.org(дата обращения: Июнь 2021) |      |      |      |      |      |      |      |      |      |      |       |      |      |

## История
Село получило название по фамилии первопоселенцев — служилых людей Костельцевых.
Наиболее раннее упоминание деревни Костельцево содержится в курской отказной книге: 5 июля 7162 (1654) года Тимофею и Родиону Екимовым детям Яковлевым было отказано (пожаловано) поместье Григория Яковлева в деревне Костельцево Курицкого стана Курского уезда.
По данным переписи 1678 года землевладельцами в деревне Костельцево были Леон Лукьянов сын Костельцев и Григорий Тимофеев сын Жулин.
По данным 1-й ревизии 1719 года Костельцево — это село с храмом Димитрия Солунского. В то время здесь жили однодворцы Бысовы, Дериглазовы (по 6 дворов), Костельцевы, Ложкаревы (по 3 двора), Клесовы, Яковлевы (по 2 двора), Аристовы, Бачурины, Жекулины, Луневы, Мазуровы, Михайловы (по 1 двору), а также крепостные помещика Гавриила Михайловича Савинова (6 душ мужского пола).
До 1779 года село входило в состав Курицкого стана Курского уезда. В 1779—1928 годах в составе Льговского уезда.
В 1862 году в казённом селе Костельцево было 96 дворов, проживало 886 человек (427 мужского пола и 459 женского). В селе действовал православный Дмитриевской храм. Приход храма состоял из села Костельцево и деревень Журавинка и Запрутье.
В начале XX века село входило в состав Ольшанской волости Льговского уезда. В 1902 году в Костельцево проживало 1082 человека (536 мужского пола и 546 женского).

## Население
| 1897 | 1979 | 2002 | 2010 |
| ---- | ---- | ---- | ---- |
| 1064 | ↘270 | ↘225 | ↘177 |

## Инфраструктура
Сельский дом культуры. Фельдшерско-акушерский пункт. Администрация сельского поселения.
Личное подсобное хозяйство. На 2 июня 2021 года 89 домов.

## Транспорт
Костельцево находится в 19 км от автодороги регионального значения 38К-017 (Курск — Льгов — Рыльск — граница с Украиной), в 2,5 км от автодороги межмуниципального значения 38Н-362 (38К-017 — Николаевка — Ширково), на автодороге 38Н-365 (38Н-362 — Костельцево — Запрутье), в 18,5 км от ближайшей ж/д станции Конышёвка (линия Навля — Льгов I). Остановка общественного транспорта.
В 153 км от аэропорта имени В. Г. Шухова (недалеко от Белгорода).